# Українсько-бразильські відносини
Українсько-бразильські відносини — двосторонні відносини між Україною та Бразилією у галузі міжнародної політики, економіки, освіти, науки, культури тощо.
Бразилія визнала незалежність України 26 грудня 1991 року, дипломатичні відносини було встановлено 11 лютого 1992. 4 січня 1995 року у місті Києві Бразилія відкрила своє посольство. Посольство України в Бразилії Україна відкрила 1995 року у Бразилії.

## Сучасні двосторонні зв'язки

### Політичні зв'язки
14 квітня 2011 у місті Санья (КНР) відбулася зустріч між Прем'єр-міністром України Миколою Азаровим і Президентом Бразилії Ділмою Руссефф, де сторони домовились про візит Президента України Віктора Януковича до Бразилії.
20 вересня 2011 року, Президенти обох країн провели коротку зустріч у ході візиту Януковича до США.
23-25 жовтня 2011 року відбувся офіційний візит Президента України до Бразилії, під час якого сторони підписали двосторонні угоди у галузях сільського господарства і охорони здоров'я.

### Економічні зв'язки
Згідно із даними Держстату України, у 2012 році експорт товарів і послуг у Бразилію склав 348,5 млн доларів (зменшення порівняно з попереднім роком на 26,3%). Україна експортувала до Бразилії добрива (63,5% від всього експорту), чорні метали (15,2%), енергетичні матеріали (11,8%), каучук та гума (2,7%).
Натомість Україна імпортувала товарів на 572,2 млн доларів США (збільшення порівняно з попереднім роком на 5,4%): м'ясо та харчові субпродукти (44,8% від всього імпорту), тютюн (17,3%), кава (9,9%), залізна руда (8,8%), феросплави (5,2%). Тобто зовнішньоторговельний оборот України з Бразилією 2012 року становив 920,7 млн доларів США (зменшення порівняно з попереднім роком на 26,3%; негативне сальдо для України — 223,7 млн доларів США).

### Співпраця у сфері космонавтики
Українсько-бразильська співпраця у космічній сфері розпочалася у листопаді 1999 року, коли підписано Рамкову угоду про співпрацю щодо використання космічного простору у мирних цілях і почала активно розвиватись з 2002 року. саме тоді був даний старт амбіційному проєкту запусків носіїв серії Циклон з бразильського космодрому Алкантара.

### Культурно-гуманітарні зв'язки
Україна і Бразилія тісно співпрацюють у гуманітарній галузі. Підписано ряд договорів між університетами країн. Так представники Національного педагогічного університету ім. М. П. Драгоманова уклали договір з університетом штату Парана «UNICENTRO», згідно з яким в останньому починає дистанційно вивчатися українська мова й українознавчі предмети.
Активну участь у культурних взаєминах двох країн бере українська громада Бразилії. У 2012 у місті Прудентополіс громада провела ІІ-й Фестиваль української музики, у місті Маллет Х Фестиваль Івана Купала, у місті Куритиба фольклорні колективи взяли участь у 51-му Фольклорно-етнічному фестивалі штату Парана.
Натомість під час проведення Євро-2012 Україну відвідало більше 50 представників бразильських ЗМІ.

### Посередництво у війні Росії проти України
22 квітня 2023 року, Президент Бразилії Луїз Інасіо Лула да Сілва під час візиту до Португалії повторив свій заклик до "мирного врегулювання" війни Росії проти України. Під час свого першого європейського турне після виборів бразильський лідер наголосив, що його мета - знайти спосіб посадити Київ і Москву "за стіл переговорів". 
14 червня 2023 року, керівник Офісу Президента України (ОП) Андрій Єрмак у розмові з головним радником Спеціальної дорадчої служби Адміністрації Президента Бразилії Селсо Аморімом заявив, що Україна зацікавлена в участі Бразилії у глобальному "саміті миру". «Звичайно, ми вкрай зацікавлені в участі Бразилії в цьому саміті. Ми готові до розмови, і для нас дуже важливо вислухати вашу думку», – наголосив керівник Офісу Президента.
19 липня 2023 року, згідно повідомлення видання Bloomberg, Президент Бразилії Луїс Інасіо Лула да Сілва перед журналістами у Брюсселі заявив, мовляв, світ втомився від війни Росії в Україні. Саме тому політик наполягає на мирних зусиллях вирішити "конфлікт". Сілва також заявив, що Президент України Володимир Зеленський і його американський колега Джо Байден також винні в тому, що не змогли продовжити переговори з російським президентом-диктатором Володимиром Путіним.

## Діаспора

### Українці у Бразилії
Нині кількість українців у Бразилії сягає п'ятсот тисяч осіб, 96,5% з яких вже народилися у Бразилії і проживають у штаті Парана.

## Галерея

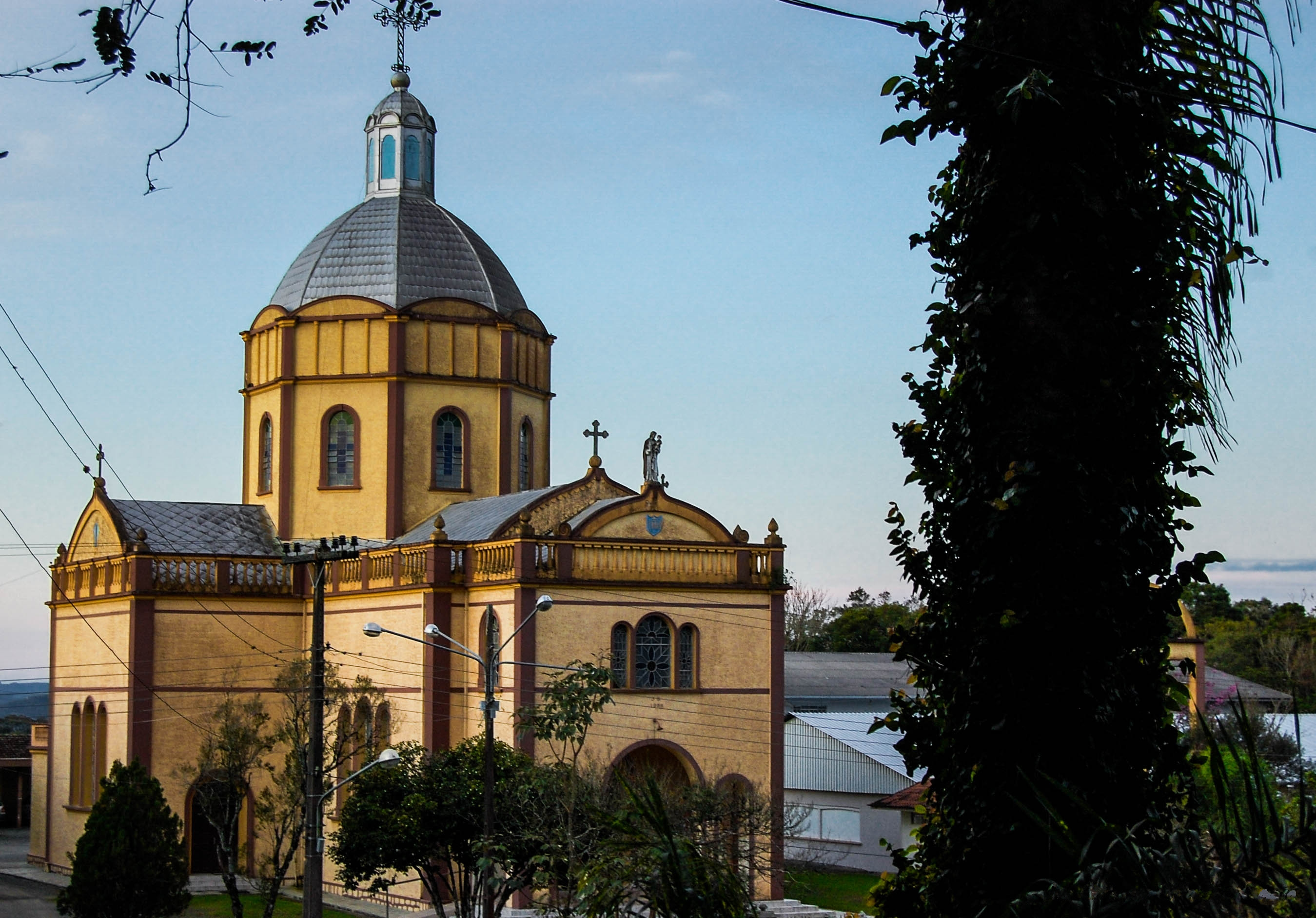
Українська греко-католицька церква в Ітайополісі
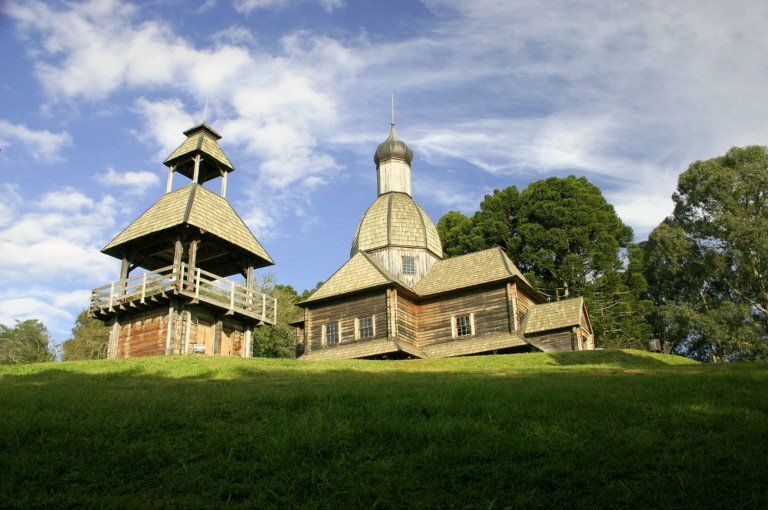
Українська церква в парку Тінгуї, Куритиба, Парана
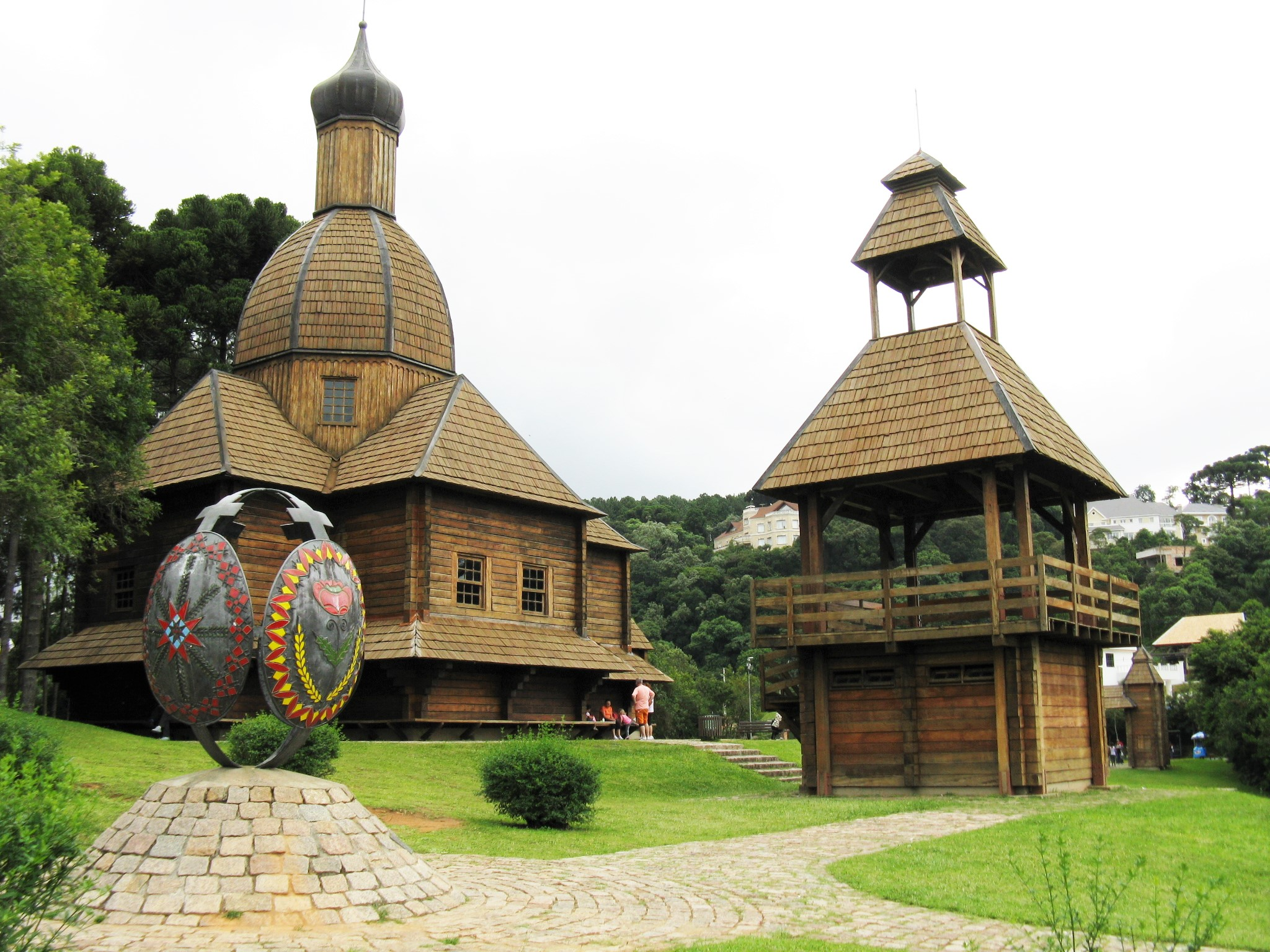
Українська церква в парку Тінгуї, Куритиба, Парана
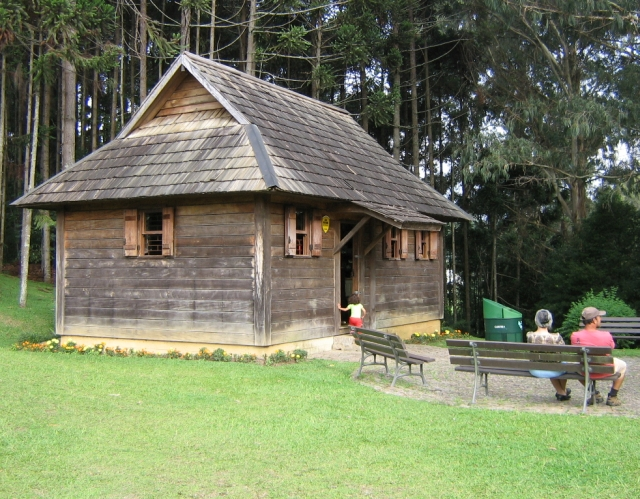
Українська хата в Куритибі
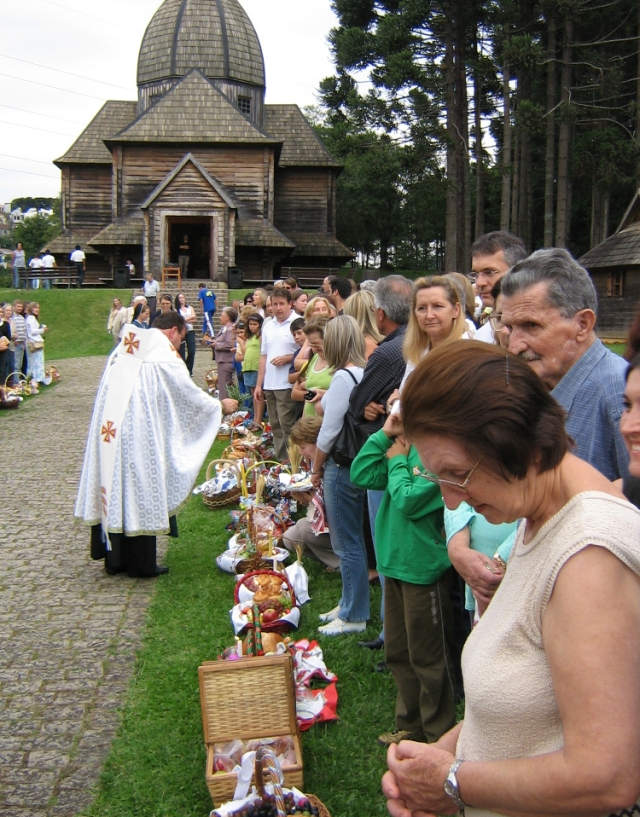
Український Великдень в штаті Парана
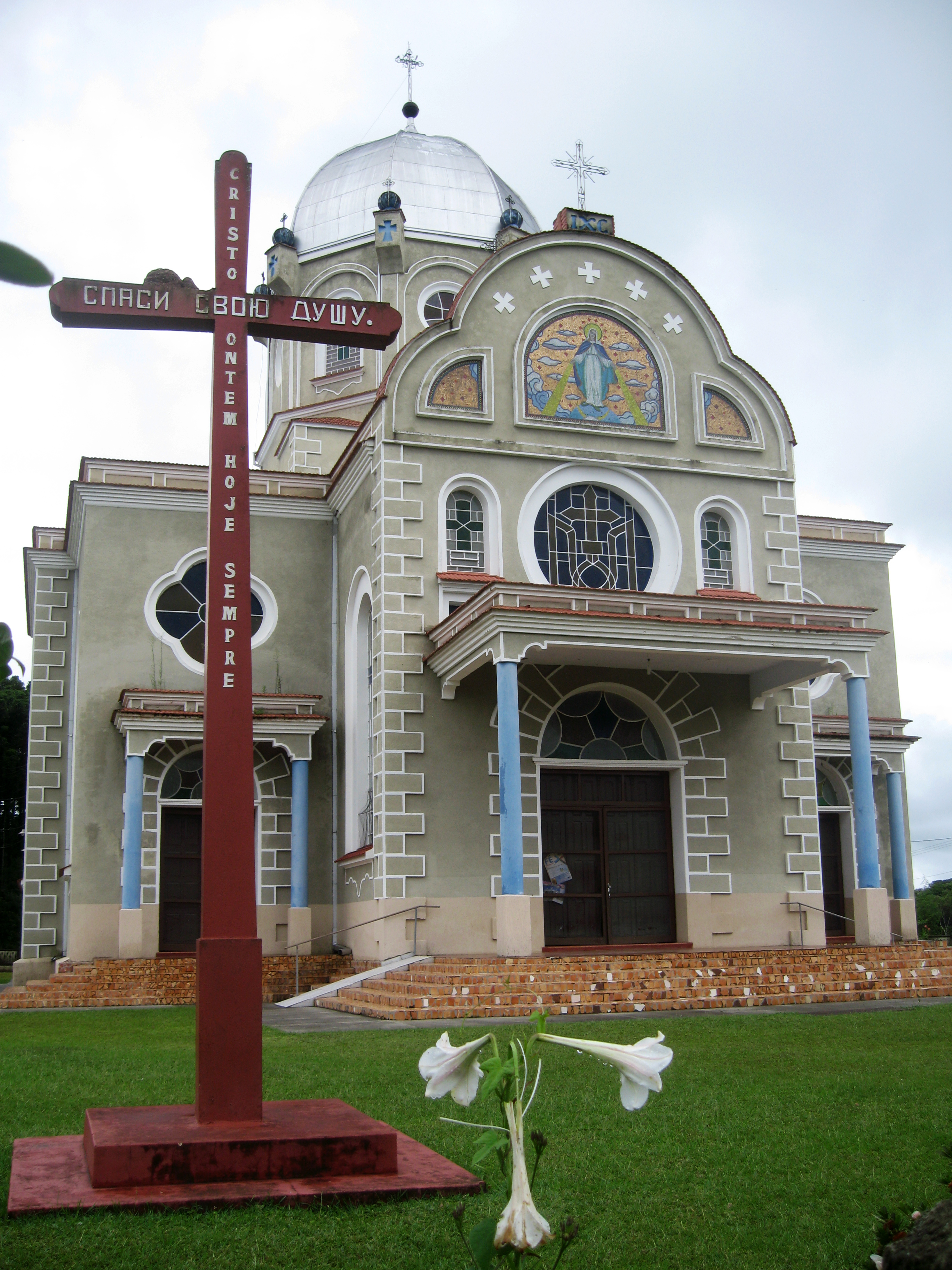
Греко-католицька церква в Прудентополісі
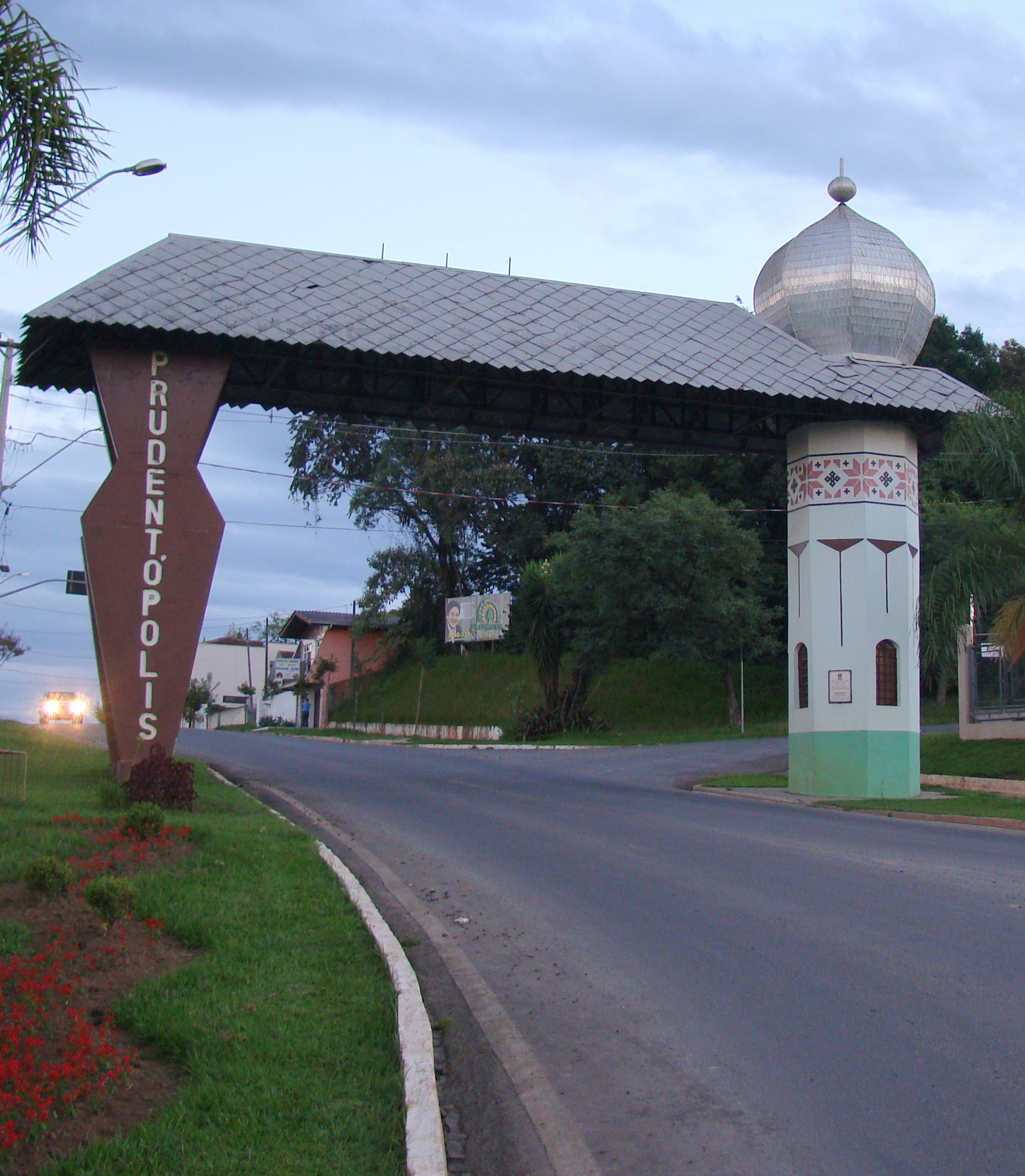
Український портик в Прудентополісі